# 即墨市萃英中学
即墨市萃英中学 （英语：Cuiying Middle School）简称萃英中学，建校于2014年9月1日。位于山东省青岛市即墨区通济街道长江二路356号。学校占地面积约260亩，总建筑面积约11.9万平方米，总投资5.3亿元，规划设计120个教学班，可容纳6000名学生。截至2015年学校共有80个教学班，在校学生4100人，教职工350人，专任教师322人。学校先后获得青岛体校优秀运动队田径项目训练基地，青岛市健美操后备人才培训基地等荣誉称号。 

## 师资力量
截至2015年学校共有：80个教学班，在校学生4100人，教职工350人，专任教师322人。

## 荣誉奖项
2017年即墨市萃英中学语文教师雒仁飞、历史教师李绪青代表山东省参加
第二届“中国好教育”联盟联合体年度冠军全国总决赛，两位教师分别获得全国一等奖。
学校健美操队荣获第六届全国全民健身操舞大赛总决赛获《全国全民健身操轻器械2级》全国特等奖第一名，《全国全民健身操轻器械4级》、《系列校园青春健身操提高套路》2项全国一等奖。